# 弘行寺
弘行寺（ぐぎょうじ）は、千葉県長生郡睦沢町にある天台宗の寺院。山号は玉明山。院号は山王院。長生不動尊（ちょうせいふどうそん）として知られている。本尊は平安後期作の不動明王。

## 歴史
寺伝によれば、この寺は971年（天禄2年）に天台宗の僧良源によって創建された、如願寺と称する寺院に始まるとされる。その後、江戸時代の1689年（元禄2年）7月28日、領主（旗本）松平信平逝去の後、1690年（元禄3年）に信平の子の松平信政、恵観上人によって復興され、現寺号に改められるとともに現在地に移転したとされる。

## 交通アクセス
- JR東日本外房線上総一ノ宮駅より小湊鉄道バス大多喜行15分バス停「長生不動尊」下車